# Auriac-du-Périgord
Auriac-du-Périgord é uma comuna francesa na região administrativa da Nova Aquitânia, no departamento Dordonha. Estende-se por uma área de 18,85 km². Em 2010 a comuna tinha 401 habitantes (densidade: 21,3 hab./km²).